# Claude Gai
Claude Gai, de son vrai nom Claude Sanschagrin, est un acteur québécois né le 13 août 1936 à Montréal et mort le 3 février 2007 dans la même ville.

## Biographie
Il suit des cours auprès de Sita Riddez. Il sera associé à l'œuvre de Michel Tremblay en interprétant plusieurs rôles marquants de ses pièces, dont plusieurs rôles de gais. Il meurt d'un  infarctus à l'âge de 70 ans.

## Filmographie

### Cinéma
- 1974 : Il était une fois dans l'Est : Antoinette de Langeais, dite La Duchesse
- 1975 : La Tête de Normande St-Onge : Le restaurateur
- 1977 : Le soleil se lève en retard : Jacques Lapointe dit "Coco", le frère de Gisèle
- 1997 : J’en suis ! : Émile Lalancette
- 1997 : Le Siège de l'âme d'Olivier Asselin : rôle inconnu
- 2000 : Hochelaga : Employé au sauna

### Télévision
- 1970 : En pièces détachées (téléthéâtre) (téléthéâtre basé sur la pièce de Michel Tremblay) : Marcel
- 1976 - 1979 : Le Gutenberg (série télévisée) : Hyperviolon
- 1977 - 1979 : À cause de mon oncle (série télévisée) : Vincent Ouellet
- 1981 - 1982 : Les Fils de la liberté (feuilleton TV) : Abbé Mailloux
- 1989 - 1991 : Super sans plomb : René Matte
- 1999 : Juliette Pomerleau, mini-série scénarisée par Claude Fournier d'après le roman d'Yves Beauchemin (série télévisée) : Peter Jeunot